# Tomas Lindahl
Tomas Robert Lindahl (Stockholm, 1938. január 28. –) svéd rákkutató. 2015-ben megkapta a kémiai Nobel-díjat megosztva Paul Modrichcsal és Aziz Sancarral, a DNS-javító mechanizmusok tanulmányozásáért. Jelenleg az Egyesült Királyságbeli Hertfordshire-ben található Francis Crick Intézetben és a Clare Hall Laboratóriumban dolgozik és kutat.
1967-ben szerezte meg a PhD-fokozatát a stockholmi Karolinska Intézetben. A posztdoktori kutatásait az Amerikai Egyesült Államokban végezte, a Princetoni Egyetemen és a Rockefeller Egyetemen. Ezután az Egyesült Királyságban folytatta a kutatást, a Cancer Research UK-ben (korábbi nevén: Imperial Cancer Research Fund).
Tagja a Norvég Tudományos Akadémiának, a Royal Society-nek és a Brit Orvostudományi Akadémiának.

## Díjai
- Royal-érem: 2007
- Copley-érem: 2010
- Kémiai Nobel-díj: 2015